# Фібі Фокс
Фібі Фокс (англ. Phoebe Mercedes Fox; нар. 16 квітні 1987) — англійська акторка.

## Життєпис
У даний час живе в Лондоні після навчання в RADA. У 2010 р. вона з'явилася в п'єсі Місяць у країні в Чічестерському театрі. Наступного року знялася в Як вам це сподобається в театрі Роуз. У 2014 р. отримала роль в т/с Мушкетери.

## Особисте життя
Дочка акторів Стюарт Фокс і Прю Кларка. Одружена з актором Кайлом Соллером, з яким познайомилася в RADA. Вони живуть у Лондоні.

## Фільмографія
| Рік  | Назва                         | Роль                    | Примітки     |
| ---- | ----------------------------- | ----------------------- | ------------ |
| 2011 | Один день                     | Дівчина у нічному клубі |              |
| 2011 | Чорне дзеркало                | Халлам                  | 1 епізод     |
| 2012 | Наближення                    | Маша Гокінс             | 1 епізод     |
| 2012 | Нові трюки                    | Елеонор Гіґґінс         | 1 епізод     |
| 2012 | Перемикач                     | Грейс Воткінс           | Головна роль |
| 2014 | Поет у Нью-Йорку              | Ліз Рейтелл             |              |
| 2014 | Мушкетери                     | Герцогиня Савой         | 1 епізод     |
| 2015 | Жінка в чорному: Ангел смерті | Іві Паркінс             |              |
| 2015 | Око в небі                    | Керрі Гершон            |              |
| 2015 | Порожня корона: Війни троянд  | Леді Анна Невіл         | 2 епізоди    |
| 2019 | Аеронавти                     | Антонія                 |              |